# Ford Fairlane (América do Norte)
Veja também Ford Fairlane (Austrália)
O Ford Fairlane foi um carro fabricado pela Ford entre 1955 e 1971. O nome foi inspirado na casa de Henry Ford, Fair Lane, que fica perto de Dearborn, Michigan.